# Let Air Rhodesia 825
Let Air Rhodesia 825 byl pravidelný let společnosti Air Rhodesia spojující Viktoriiny vodopády a Harare s mezipřistáním v Karibě. Dne 3. září 1978, během občanské války v Rhodésii, byl letoun Vickers Viscount 782D, který jej obsluhoval, sestřelen povstalci ze Zimbabwské lidové revoluční armády (ZIPRA).
Brzy po odletu z Kariby byl letoun sestřelen povstalci ze ZIPRA sovětskou střelou země-vzduch 9K32 Strela-2. Poškozený letoun se pokusil nouzově přistát v bavlníkovém poli, při přistání se však převrátil a rozpadl. Z 52 pasažérů a 4 členů posádky při přistání zemřelo 38 osob. 5 přeživších se vydalo hledat pomoc do nedaleké vesnice, mezitím však na místo dopadu dorazili povstalci, kteří zmasakrovali 10 přeživších střelbou z automatických zbraní, když dalším třem z přeživších se podařilo včas se schovat mezi keři.
Stejného dne večer sestřelení letounu přiznal velitel ZIPRA Joshua Nkomo (pozdější viceprezident Zimbabwe), uvedl však, že letoun byl využit k vojenským účelům a odmítl, že by masakrující povstalci patřili k jeho jednotkám. Incident přerušil slibná mírová jednání mezi Nkomem a rhodéským premiérem Ianem Smithem. Boje mezi vládními jednotkami a partyzány se znovu rozhořely, o pět měsíců později, v únoru 1979, byl dokonce povstalci sestřelen další letoun Air Rhodesia.